# آرامگاه شیخ حاج محمد ابونجم
بقعه شیخ حاج محمد ابونجم مربوط به سدهٔ ۷ ه‍.ق است و در خنج، محله حاج شیخ محمدابونجم واقع شده و این اثر در تاریخ ۲۳ فروردین ۱۳۷۸ با شمارهٔ ثبت ۲۳۱۷ به‌عنوان یکی از آثار ملی ایران به ثبت رسیده است.